# Julian Pollersbeck
Julian Pollersbeck (Altötting, 16 de agosto de 1994) es un futbolista alemán que juega de portero en el SSV Jahn Ratisbona de la 3. Liga de Alemania. Ha sido además internacional con la selección de fútbol sub-21 de Alemania.

## Carrera
Comenzó su carrera en el SV Wacker Burghausen con el que jugó en el segundo equipo. Sin embargo, cuando dio el salto al primer equipo no tuvo oportunidad de jugar.
Tras su paso por este club fichó por el también equipo alemán del 1. FC Kaiserslautern con el que jugó sobre todo en el segundo equipo, aunque también disputó partidos con el primer equipo.
En el verano de 2017 fichó por el Hamburgo S. V. en un contrato que le uniría al club alemán hasta 2021.
El 18 de septiembre de 2020 se hizo oficial su fichaje por el Olympique de Lyon para las siguientes cuatro temporadas. Habitual suplente de Anthony Lopes, jugó once partidos antes de ser cedido en enero de 2023 al F. C. Lorient. Una vez esta terminó acordó rescindir su contrato y regresó a Alemania después de firmar por el 1. F. C. Magdeburgo. Allí estuvo un año y en junio de 2024 fichó por el SSV Jahn Ratisbona.

## Selección nacional
Fue internacional con la selección de fútbol sub-21 de Alemania con la que logró un gran reconocimiento internacional durante la disputa de la Eurocopa Sub-21 de 2017 en la que fue el portero titular. Tuvo una gran actuación en las semifinales ante la selección de fútbol sub-21 de Inglaterra en donde se llegó a los penaltis, y donde Alemania logró el pase a la final. En la final, Alemania venció a la selección de fútbol sub-21 de España por 1-0, proclamándose así campeona de la Eurocopa Sub-21 de 2017.

## Clubes
| Club                       | País     | Año       |
| -------------------------- | -------- | --------- |
| S. V. Wacker Burghausen II | Alemania | 2011-2013 |
| 1. F. C. Kaiserslautern II | Alemania | 2013-2014 |
| 1. F. C. Kaiserslautern    | Alemania | 2014-2017 |
| Hamburgo S. V.             | Alemania | 2017-2020 |
| Olympique de Lyon          | Francia  | 2020-2023 |
| F. C. Lorient (cedido)     | Francia  | 2023      |
| 1. F. C. Magdeburgo        | Alemania | 2023-2024 |
| SSV Jahn Ratisbona         | Alemania | 2024-     |

## Palmarés

### Títulos internacionales
| Título          | Club (*)        | País    | Año  |
| --------------- | --------------- | ------- | ---- |
| Eurocopa sub-21 | Alemania sub-21 | Polonia | 2017 |

(*) Incluyendo la selección.